# Inácio do Rego Barreto
Inácio do Rego Barreto (? - ?) foi um administrador colonial português, governador do Grão-Pará de 17 de julho de 1649 a junho de 1650 e 1652 a março de 1654.